# OK Market
OK Market es una cadena chilena de tiendas de conveniencia, fundada en 2002. Desde 2022 forma parte de FEMSA, a través de la operación local de Oxxo.

## Historia

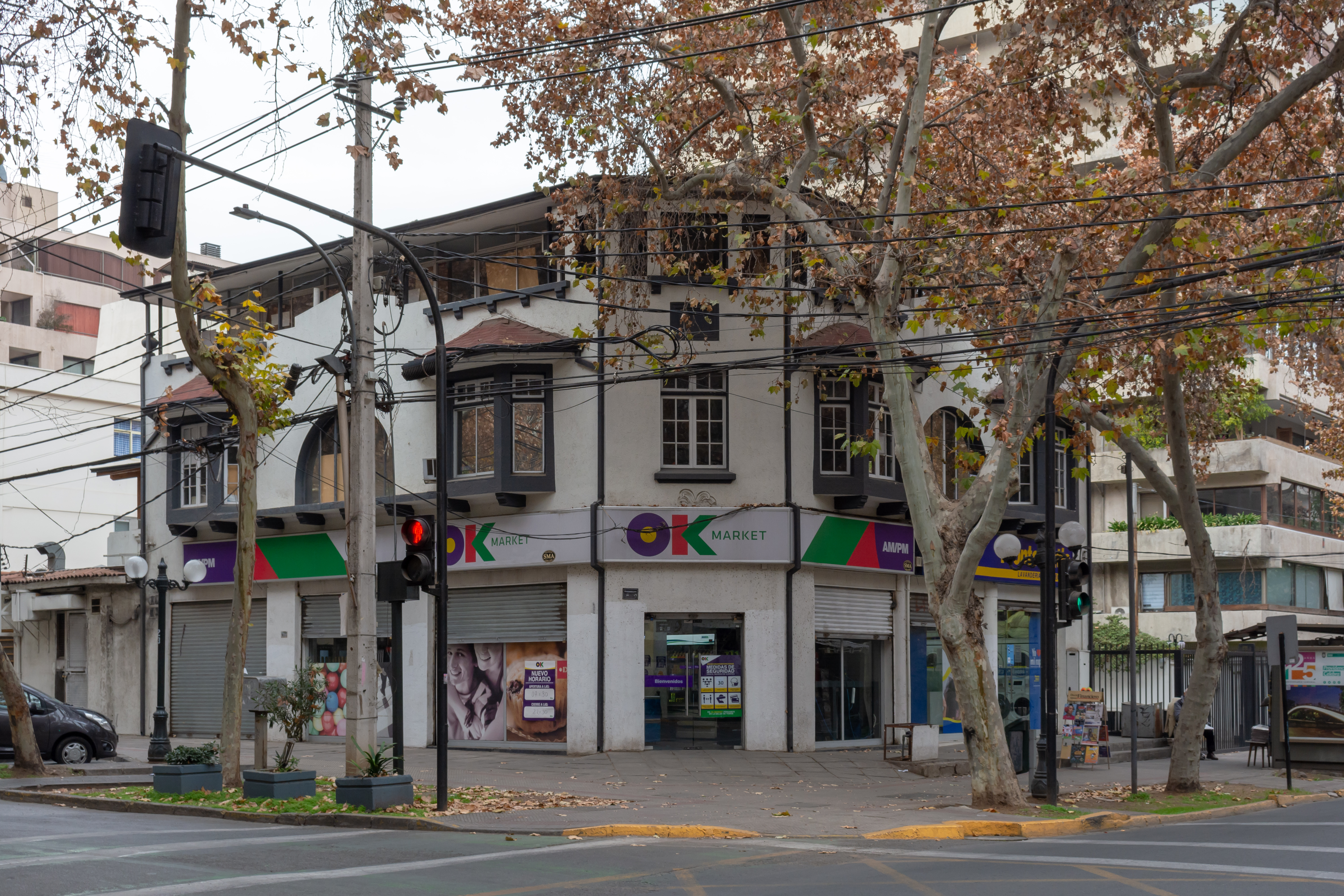
Sucursal de OK Market en Avenida El Bosque, Providencia.

OK Market nació en 2002 como un complemento a la cadena de farmacias Salcobrand. Hasta entonces, el mercado de las tiendas de conveniencia estaba dominado principalmente por locales junto a estaciones de servicio y la presencia de Big John, en la Región Metropolitana. Posteriormente, se incorpora Ekono, marca que reaparece en un nuevo formato con locales de 400 metros cuadrados.
En un principio, OK Market poseía 25 locales, 21 de ellos en la Región Metropolitana y otros 4 en la Región de Valparaíso (Valparaíso, Viña del Mar y Reñaca).
En 2009 el grupo SMU, que también controla las marcas Unimarc y Mayorista 10, cuyo principal accionista es el empresario chileno Álvaro Saieh, adquiere toda la operación de OK Market. De este modo, el formato se incorpora a la cartera del holding de retail.
A partir de entonces, se inicia un ambicioso proceso de crecimiento, que involucró la compra y posterior transformación de antiguos minimarkets, almacenes y panaderías al formato de tienda de conveniencia. Entre los ejemplos está un local de Costasol del balneario de Cachagua, Zapallar, que es transformado en la nueva marca, y la compra de la panadería local Casapán de Concepción, San Pedro de la Paz y Chiguayante, que pasarían a ser locales de la cadena.
Hacia 2015 la cadena concentraba el 66,5% de participación en el negocio de tiendas de conveniencia, superando a su competidor Big John.
En octubre de 2020 se anunció que SMU llegó a acuerdo con la compañía mexicana FEMSA, controlador de Farmacias Cruz Verde y Oxxo, para vender toda la operación de OK Market. La transacción fue aprobada en noviembre de 2021 por la Fiscalía Nacional Económica y se concreta durante los primeros meses de 2022.

## Locales
- Santiago de Chile
- Valparaíso
- Viña del Mar
- Puchuncaví
- Zapallar
- Concepción
- San Pedro de la Paz
- Chiguayante